# Шабулье, Анатоль

Шарж на Анатоля Шабулье в журнале «Les Soirées du Louvre», XIX век

Анато́ль Шабулье́, полное имя Пьер-Мари-Анатоль Шабулье (фр. Pierre Marie Anatole Chabouillet; 18 мая 1814, Париж — 5 января 1899, Париж) — французский антиквар, нумизмат, исследователь древностей.

## Биография
В 1832 году поступил в Кабинет медалей Национальной библиотеки Франции, где трудился в течение более 58 лет — период, во время которого герцог де Люинь пожертвовал Кабинету свою коллекцию древностей.
В 1858 году стал секретарём секции археологии комитета исторических работ Научного общества, с 1883 года также занимал должность вице-президента комитета исторических и научных трудов по археологии.
В 1859—1890 г. был куратором Кабинета медалей Национальной библиотеки Франции (до выхода на пенсию).
В 1861—1884 г. — член Национального общества антикваров Франции.
Автор ряда работ в области нумизматики и древностей (античные монеты, медальоны, камеи и вазы и др.)

## Избранные публикации
- «Catalogue d’émaux et de camées» (1858),
- «Catalogue général des camées et pierres gravées de la Bibliothèque impériale», (Paris, 1858),
- «Description des antiquités et des objets d’art composant le cabinet de Mr. L. Fould» (1861),
- «Rechercher sur l’origine du cabinet des médailles» (1874),
- «Catalogue des monnaies gauloises de la Bibliothèque nationale» (Paris, 1889),
- «Catalogue raisonné de la collection des deniers mérovingiens des VIIe et VIIIe siècles de la trouvaille du Cimiez donnée au Cabinet des Médailles de la Bibliothèque nationale de France»

## Награды
- Орден Академических пальм
- Орден Почётного легиона